# Кизилдікан
Кизилдіка́н (каз. Қызылдиқан) — село у складі Сарисуського району Жамбильської області Казахстану. Входить до складу Жайилминського сільського округу.
У радянські часи село називалось Коксу або Куртлибулак, або Жданово.
Населення — 350 осіб (2021; 428 у 2009, 611 у 1999, 494 у 1989).